# Lista Forbes de las 100 mujeres más poderosas del mundo
Desde 2004, la revista estadounidense Forbes ha compilado una lista de las 100 mujeres más poderosas en el mundo. La lista está elaborada por destacados periodistas, incluyendo a Moira Forbes, y se basa en criterios de visibilidad e impacto económico. La canciller alemana Angela Merkel ha permanecido en el primer lugar del listado desde 2006, con la excepción de 2010 cuando fue sustituida por la entonces primera dama de Estados Unidos Michelle Obama. Y desde 2022 la popular alemana Ursula von der Leyen, presidenta de la Comisión Europea, ostenta el primer lugar.

## 2024 (10 primeros puestos)
1. Ursula von der Leyen, presidenta de la Comisión Europea
2. Christine Lagarde, presidenta del Banco Central Europeo
3. Giorgia Meloni, primera ministra de Italia
4. Claudia Sheinbaum, presidenta de México
5. Mary Barra, directora ejecutiva de General Motors
6. Abigail Johnson, presidenta y directora ejecutiva de Fidelity Investments
7. Julie Sweet, directora ejecutiva de Accenture
8. Melinda Gates, copresidenta de la Fundación Bill y Melinda Gates
9. MacKenzie Scott, novelista
10. Jane Fraser, directora ejecutiva de Citigroup[1]

## 2023 (10 primeros puestos)
1. Ursula von der Leyen, presidenta de la Comisión Europea
2. Christine Lagarde, presidenta del Banco Central Europeo
3. Kamala Harris, vicepresidenta de los Estados Unidos
4. Giorgia Meloni, primera ministra de Italia
5. Taylor Swift, cantante
6. Karen Lynch, directora ejecutiva de CVS Health
7. Jane Fraser, directora ejecutiva de Citigroup
8. Abigail Johnson, presidenta y directora ejecutiva de Fidelity Investments
9. Mary Barra, directora ejecutiva de General Motors
10. Melinda Gates, copresidenta de la Fundación Bill y Melinda Gates

## 2022 (10 primeros puestos)
1. Ursula von der Leyen, presidenta de la Comisión Europea
2. Christine Lagarde, presidenta del Banco Central Europeo
3. Kamala Harris, vicepresidenta de los Estados Unidos
4. Mary Barra, directora ejecutiva de General Motors
5. Abigail Johnson, presidenta y directora ejecutiva de Fidelity Investments
6. Melinda Gates, copresidenta de la Fundación Bill y Melinda Gates
7. Giorgia Meloni, primera ministra de Italia
8. Karen Lynch, directora ejecutiva de CVS Health
9. Julie Sweet, directora ejecutiva de Accenture
10. Jane Fraser, directora ejecutiva de Citigroup

## 2021 (10 primeros puestos)
1. MacKenzie Scott, filántropa
2. Kamala Harris, vicepresidenta de los Estados Unidos
3. Christine Lagarde, presidenta del Banco Central Europeo
4. Mary Barra, CEO de General Motors
5. Melinda Gates, cofundadora de la Fundación Bill y Melinda Gates
6. Abigail Johnson, presidenta y CEO de Fidelity Investments
7. Ana Patricia Botín, presidenta ejecutiva del Banco Santander
8. Ursula von der Leyen, presidenta de la Comisión Europea
9. Tsai Ing-wen, Presidenta de la República de China
10. Julie Sweet, CEO de Accenture

## 2020 (10 primeros puestos)
1. Angela Merkel, canciller de Alemania
2. Christine Lagarde, presidenta del Banco Central Europeo
3. Kamala Harris, vicepresidenta de los Estados Unidos
4. Ursula von der Leyen, presidenta de la Comisión Europea
5. Melinda Gates, cofundadora de la Fundación Bill y Melinda Gates
6. Mary Barra, CEO de General Motors
7. Nancy Pelosi, presidenta de la Cámara de Representantes de los Estados Unidos
8. Ana Patricia Botín, presidenta ejecutiva del Banco Santander
9. Abigail Johnson, presidenta y CEO de Fidelity Investments
10. Gail Koziara Boudreaux[2]

## 2019 (10 primeros puestos)
1. Angela Merkel, canciller de Alemania
2. Christine Lagarde, presidenta del Banco Central Europeo
3. Nancy Pelosi, presidenta de la Cámara de Representantes de los Estados Unidos
4. Ursula von der Leyen, presidenta de la Comisión Europea
5. Mary Barra, CEO de General Motors
6. Melinda Gates, cofundadora de la Fundación Bill y Melinda Gates
7. Abigail Johnson, presidenta y CEO de Fidelity Investments
8. Ana Patricia Botín, presidenta ejecutiva del Banco Santander
9. Ginni Rometty, CEO de IBM
10. Marillyn Hewson, asesora estratégica del CEO de Lockheed Martin

## 2018 (10 primeros puestos)
1. Angela Merkel, canciller de Alemania
2. Theresa May, primera ministra de Reino Unido
3. Christine Lagarde, directora general del Fondo Monetario Internacional
4. Mary Barra, CEO de General Motors
5. Abigail Johnson, presidenta y CEO de Fidelity Investments
6. Melinda Gates, cofundadora de la Fundación Bill y Melinda Gates
7. Susan Wojcicki, CEO de YouTube
8. Ana Patricia Botín, presidenta ejecutiva del Banco Santander
9. Marillyn Hewson, asesora estratégica del CEO de Lockheed Martin
10. Ginni Rometty, CEO de IBM

## 2017 (10 primeros puestos)
1. Angela Merkel, canciller de Alemania
2. Theresa May, primera ministra de Reino Unido
3. Melinda Gates, cofundadora de la Fundación Bill y Melinda Gates
4. Sheryl Sandberg, directora de Operaciones de Facebook
5. Mary Barra, CEO de General Motors
6. Susan Wojcicki, CEO de YouTube
7. Abigail Johnson, presidenta y CEO de Fidelity Investments
8. Christine Lagarde, directora general del Fondo Monetario Internacional
9. Ana Patricia Botín, presidenta ejecutiva del Banco Santander
10. Ginni Rometty, CEO de IBM

## 2016 (10 primeros puestos)
1. Angela Merkel, canciller de Alemania
2. Hillary Clinton, candidata a la presidencia de los Estados Unidos
3. Janet Yellen, presidenta del Sistema de la Reserva Federal
4. Melinda Gates, cofundadora de la Fundación Bill y Melinda Gates
5. Mary Barra, CEO de General Motors
6. Christine Lagarde, directora general del Fondo Monetario Internacional
7. Sheryl Sandberg, directora de Operaciones de Facebook
8. Susan Wojcicki, CEO de YouTube
9. Meg Whitman, CEO de Hewlett Packard Enterprise
10. Ana Patricia Botín, presidenta ejecutiva del Banco Santander[3]

## 2015 (10 primeros puestos)
1. Angela Merkel, canciller de Alemania
2. Hillary Clinton, candidata a la presidencia de los Estados Unidos
3. Melinda Gates, cofundadora de la Fundación Bill y Melinda Gates
4. Janet Yellen, presidenta del Sistema de la Reserva Federal
5. Mary Barra, CEO de General Motors
6. Christine Lagarde, directora general del Fondo Monetario Internacional
7. Dilma Rousseff, presidenta de Brasil
8. Sheryl Sandberg, directora de Operaciones de Facebook
9. Susan Wojcicki, CEO de YouTube
10. Michelle Obama, primera dama de los Estados Unidos[4]

## 2014 (10 primeros puestos)
1. Angela Merkel, canciller de Alemania
2. Janet Yellen, presidenta del Sistema de la Reserva Federal
3. Melinda Gates, cofundadora de la Fundación Bill y Melinda Gates
4. Dilma Rousseff, presidenta de Brasil
5. Christine Lagarde, directora general del Fondo Monetario Internacional
6. Hillary Clinton, ex secretaria de Estado de los Estados Unidos
7. Mary Barra, CEO de General Motors
8. Michelle Obama, primera dama de los Estados Unidos
9. Sheryl Sandberg, COO de Facebook
10. Ginni Rometty, CEO de IBM[5]